# SIAI-Marchetti
SIAI-Marchetti war ein italienischer Flugzeughersteller. Von 1922 bis 1944 trug das Unternehmen den Namen Savoia-Marchetti. 1983 wurde das Unternehmen vom Hubschrauberhersteller Agusta übernommen, 1997 gliederte es der Finmeccanica-Konzern (heute Leonardo S.p.A.) dem Flugzeughersteller Aermacchi ein.

## Geschichte
Das Unternehmen wurde am 12. August 1915 in Mailand unter dem Namen Società Idrovolanti Alta Italia (SIAI) von Luigi Capè und Raffaele Conflenti gegründet. Zunächst konzentrierte es sich auf den Lizenzbau von Flugbooten des britisch-französischen Unternehmens Franco-British Aviation Company (FBA). Während des Ersten Weltkriegs entwickelte man auf der Grundlage französischer Entwürfe die ersten eigenen Modelle.
1920 übernahm man das Flugzeugunternehmen Società Anonima Costruzioni Aeronautiche Savoia und firmierte in den Jahren danach als SIAI-Savoia, die verschiedenen Flugzeugmodelle erhielten den Buchstaben S. 1921 wurde Raffaele Conflenti technischer Direktor des neuen französischen Unternehmens Chantiers Aéro-Maritimes de la Seine (CAMS), das die SIAI-Savoia-Modelle S.9, S.13 und S.16 in Lizenz produzierte.
1922 stellte man Alessandro Marchetti als neuen Chefingenieur ein, der die Arbeit des Unternehmens für lange Zeit maßgeblich prägte. Er hatte bei der Firma Vickers-Terni erste Entwürfe für Landflugzeuge vorgelegt, darunter den Doppeldecker Marchetti Vickers-Terni (MVT), den er bei SIAI-Savoia als SIAI S.50 realisierte.
Im Lauf der Zeit wurde der Name Savoia-Marchetti für das Unternehmen üblich. Ab 1937 erhielten die Flugzeuge der Firma das Kürzel S.M., womit man dem allgemeinen Trend in Italien entsprach, die Flugzeuge nach dem Unternehmen und nach dem verantwortlichen Konstrukteur zu benennen.
In den Vorkriegsjahren kamen Marchettis Maschinen auf Grund der Langstreckenflüge italienischer Flugpioniere wie Francesco De Pinedo und Italo Balbo zu allgemeinem Ansehen, was sich in den Auftragsbüchern sehr positiv auswirkte. Im Zweiten Weltkrieg stellte Savoia-Marchetti mit der Savoia-Marchetti SM.79 „Sparviero“ den besten italienischen Bomber her.
1944 erinnerte sich das Unternehmen wieder seiner Wurzeln und nahm den Namen SIAI-Marchetti an, womit es auch auf Distanz zum Königshaus Savoyen ging. Nachdem man in den Nachkriegsjahren eine schwere finanzielle Krise überwunden hatte, gelang dank der Arbeit des neuen Chefkonstrukteurs Stelio Frati mit dem Trainingsflugzeug SF.260 ein großer Erfolg. Es folgte unter anderem noch der Jettrainer S 211, der ebenfalls kleinere Exporterfolge erzielen konnte.
SIAI-Marchetti wurde ab 1970 schrittweise vom italienischen Hubschrauberhersteller Agusta übernommen. 1997 kam Agusta und damit auch SIAI-Marchetti zum Finmeccanica-Konzern. Finmeccanica gliederte das Traditionsunternehmen der ebenso traditionsreichen Firma Aermacchi ein, die im Zuge weiterer Umstrukturierungen zu Alenia kam. Die weiterhin hergestellten SIAI-Marchetti-Produkte wie die SF.260 und die S.211 werden jetzt unter dem Namen Alenia Aermacchi vertrieben. Die S.211 wurde nach der Übernahme vorübergehend M-211 genannt, nach einer Überarbeitung dann M-311, seit 2012 Alenia Aermacchi M-345. Sie ergänzt die Aermacchi MB 339 und die Alenia Aermacchi M-346.

## Modelle

### SIAI
- SIAI S.8  militärisches Flugboot, Aufklärer
- SIAI S.9  militärisches Flugboot, Aufklärer
- SIAI S.12 militärisches Flugboot, Aufklärer
- SIAI S.13 militärisches Flugboot, Aufklärer, Jagdflugzeug
- SIAI S.16 ziviles Flugboot
- SIAI S.17 Rennflugzeug
- SIAI S.19 Rennflugzeug
- SIAI S.21 Rennflugzeug
- SIAI S.22 zweimotoriges Rennflugzeug
- SIAI S.23 Ausbildungsvariante der S.16
- SIAI S.50 Jagdflugzeug
- SIAI S.51 Rennflugzeug
- SIAI S.52 Jagdflugzeug

### Savoia-Marchetti
Die ersten Maschinen in nachstehender Liste werden manchmal auch als SIAI-Marchetti bezeichnet.
- Savoia-Marchetti S.53 Flugboot auf Grundlage der S.16
- Savoia-Marchetti S.55 Flugboot
- Savoia-Marchetti S.56 kleines Flugboot (1924)
- Savoia-Marchetti S.57 militärisches Flugboot (1923)
- Savoia-Marchetti S.58 militärisches Flugboot, Jagdflugzeug (1924)
- Savoia-Marchetti S.59 militärisches Flugboot (1925)
- Savoia-Marchetti S.62 militärisches Flugboot (1926)
- Savoia-Marchetti S.65 Rennflugzeug (1929)
- Savoia-Marchetti S.66 Flugboot (1931)
- Savoia-Marchetti S.67 Flugboot (1930)
- Savoia-Marchetti S.71 Transportflugzeug (1930)
- Savoia-Marchetti S.72 Bomber (1934)
- Savoia-Marchetti SM.73 Passagierflugzeug (1934)
- Savoia-Marchetti SM.74 Passagierflugzeug (1934)
- Savoia-Marchetti SM.75 Passagierflugzeug (1937)
- Savoia-Marchetti SM.76 Passagierflugzeug (1939)
- Savoia-Marchetti SM.77 Flugboot
- Savoia-Marchetti S.78  militärisches Flugboot (1932)
- Savoia-Marchetti SM.79 Sparviero-Bomber (1934)
- Savoia-Marchetti SM.80 Flugboot (1933)
- Savoia-Marchetti SM.81 Pipistrello-Bomber (1935)
- Savoia-Marchetti SM.82 Canguro-Bomber (1939)
- Savoia-Marchetti SM.83 Transportflugzeug (1937)
- Savoia-Marchetti SM.84 Mittlerer Bomber/Torpedobomber (1940)
- Savoia-Marchetti SM.85 Sturzkampfbomber (1936)
- Savoia-Marchetti SM.86 Sturzkampfbomber (1940)
- Savoia-Marchetti SM.87 Schwimmversion der SM.75 (1940)
- Savoia-Marchetti SM.88 Schweres Jagdflugzeug (Prototyp, 1939)
- Savoia-Marchetti SM.89 Bomber (Prototyp, 1941)
- Savoia-Marchetti SM.90 Passagierflugzeug (Prototyp, 1941)
- Savoia-Marchetti SM.91 Jagdbomber Prototyp (1943)
- Savoia-Marchetti SM.92 Schweres Jagdflugzeug, Prototyp (1943)
- Savoia-Marchetti SM.93 Sturzkampfbomberprototyp (1944)
- Savoia-Marchetti SM.95 Passagierflugzeug (1943)

### SIAI-Marchetti

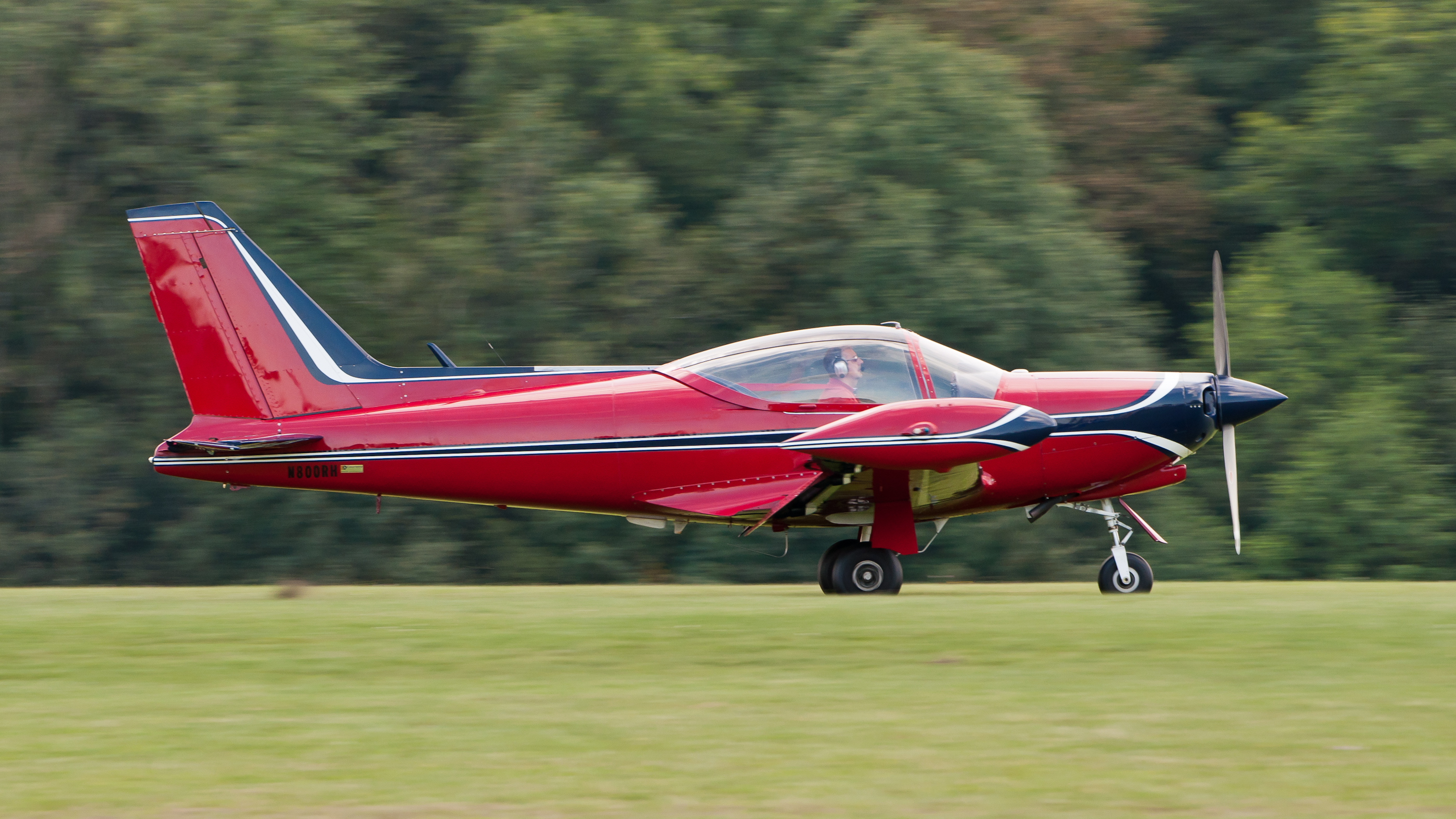
SIAI Marchetti SF 260 (Bj. 1970)

- SIAI-Marchetti SM.101 Geschäftsreiseflugzeug (1947)
- SIAI-Marchetti SM.102 leichtes Transportflugzeug (1949)
- SIAI-Marchetti SM.1019 militärisches Verbindungsflugzeug (1969)
- SIAI-Marchetti SF.260 Trainer (1964)
- SIAI-Marchetti S.205 Verbindungs- und Schulflugzeug (1964)
- SIAI-Marchetti S.208 Verbesserte Version der S.205 (1967)
- SIAI-Marchetti S.210 Geschäftsreiseflugzeug (1970)
- SIAI-Marchetti S.211 Jettrainer (1981)
- SIAI-Marchetti SF.600 "Canguro" leichtes Transportflugzeug (1981)
- SIAI-Marchetti SF.700 "Cormorano" geplante amphibische Version der SF.600 (1982)
- SIAI-Marchetti SV-20 A Mehrzweckhubschrauber 1972–73